# Svartgrund, Malax
Svartgrund med Rudören är en ö i Finland. Den ligger i Norra kvarken och i kommunen Malax i den ekonomiska regionen  Vasa i landskapet Österbotten, i den västra delen av landet. Ön ligger omkring 18 kilometer sydväst om Vasa och omkring 360 kilometer nordväst om Helsingfors.
Öns area är 1,49 kvadratkilometer och dess största längd är 1,8 kilometer i öst-västlig riktning.

## Klimat
Inlandsklimat råder i trakten. Årsmedeltemperaturen i trakten är 1 °C. Den varmaste månaden är juli, då medeltemperaturen är 16 °C, och den kallaste är januari, med −12 °C.